# Zentrale Stelle der Landesjustizverwaltungen zur Aufklärung nationalsozialistischer Verbrechen

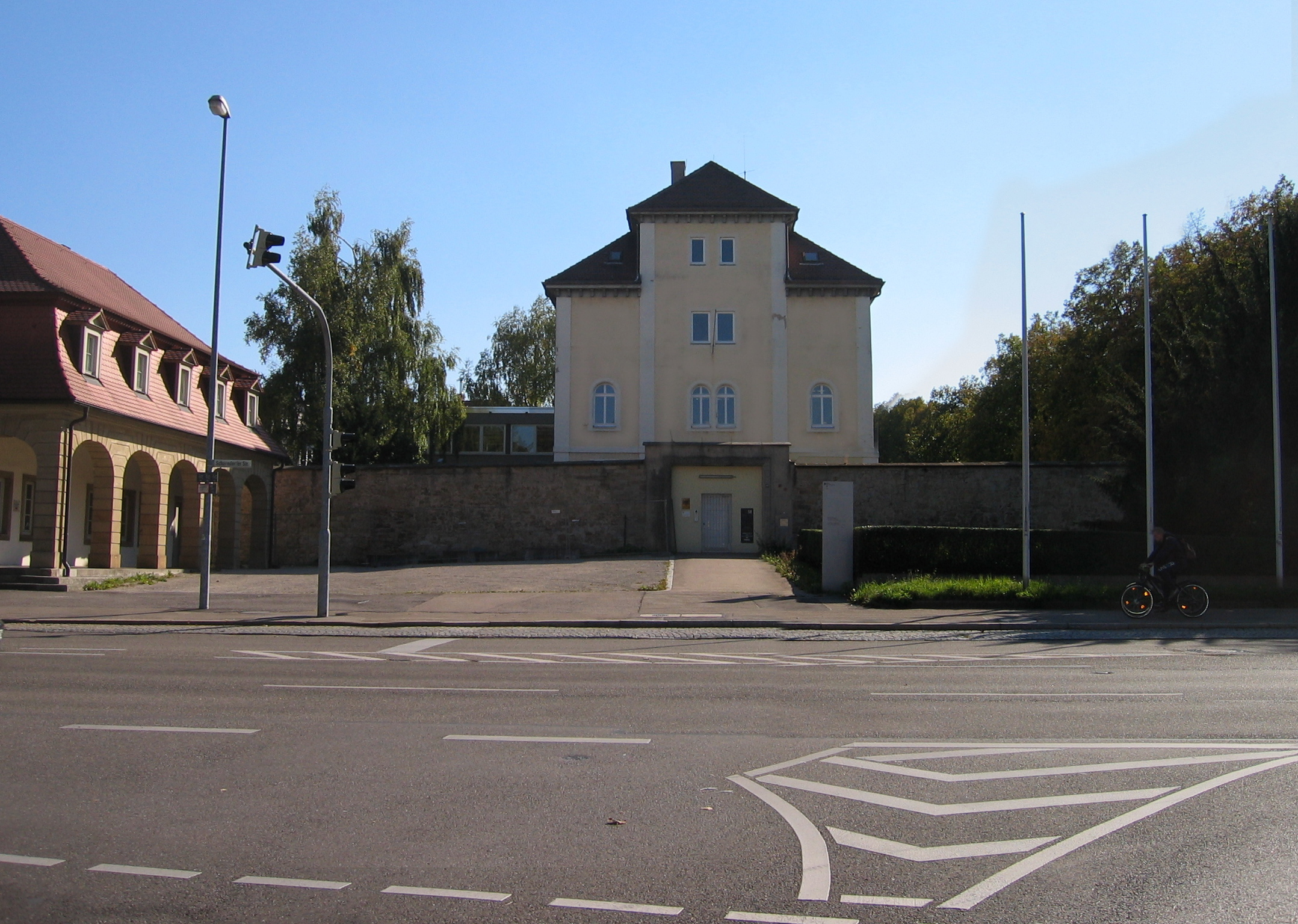
Zentrale Stelle der Landesjustizverwaltungen zur Aufklärung nationalsozialistischer Verbrechen und Bundesarchiv-Außenstelle Ludwigsburg am Schorndorfer Torhaus (2015)

Die Zentrale Stelle der Landesjustizverwaltungen zur Aufklärung nationalsozialistischer Verbrechen, im Allgemeinen Zentrale Stelle der Landesjustizverwaltungen, im Behördenverkehr auch Zentrale Stelle oder Ludwigsburger Zentrale Stelle genannt, trägt Informationen für staatsanwaltschaftliche Vorermittlungen gegen NS-Verbrecher zusammen, treibt die staatsanwaltlichen Ermittlungen der Bundesländer voran und bündelt sie. Sie wurde durch eine Verwaltungsvereinbarung der Justizminister und -senatoren der Länder vom 6. November 1958 gegründet und nahm am 1. Dezember 1958 in Ludwigsburg ihre Arbeit auf. Leiter der Einrichtung ist seit Oktober 2020 Oberstaatsanwalt Thomas Will, der zuvor ihr stellvertretender Leiter gewesen war.
1961 war die „Zentrale Stelle“ Vorbild für die „Zentrale Erfassungsstelle der Landesjustizverwaltungen“ in Salzgitter.
Nicht verwechselt werden mit der „Zentralen Stelle“ sollte die bei der Staatsanwaltschaft Dortmund seit dem 1. Oktober 1961 eingerichtete „Zentralstelle im Lande Nordrhein-Westfalen für die Bearbeitung von Nationalsozialistischen Massenverbrechen“, bei der es sich um eine Schwerpunktstaatsanwaltschaft mit entsprechender Zuständigkeit für das Gebiet des Landes Nordrhein-Westfalen handelt.

## Einrichtung und Zuständigkeit
Die Einrichtung der Zentralen Stelle erfolgte vor dem Hintergrund des Ulmer Einsatzgruppen-Prozesses von 1957/58, der großes Aufsehen in der Öffentlichkeit erregte. Es wurde offensichtlich, dass ein Großteil derjenigen NS-Verbrechen noch nicht geahndet worden war, denen ausländische Staatsangehörige zum Opfer gefallen waren oder bei denen der Tatort im Ausland lag. Unter den Personen, die die Einrichtung einer Zentralen Stelle zur Aufklärung nationalsozialistischer Verbrechen vorantrieben, waren der Staatsanwalt Erwin Schüle, Ankläger im Ulmer Einsatzgruppenprozess und später erster Leiter der Zentralstelle, sowie der baden-württembergische Generalstaatsanwalt Erich Nellmann.
Die Zentrale Stelle selbst hatte keine autonomen staatsanwaltschaftlichen Ermittlungsbefugnisse und auch keine Weisungsbefugnis. Die von ihr aufgearbeiteten Fälle wurden zur Entscheidung über eine Anklage an die örtlich zuständige Staatsanwaltschaft abgegeben. Sie war als Institution der Bundesrepublik vorgeschaltet der Bestrafung nationalsozialistischer Verbrechen. Deren Verfolgung sollte mit ihrer Gründung der Zentralen Stelle gestrafft werden.
Die Besatzungsmächte hatten sich nach dem Kontrollratsgesetz Nr. 10 darauf beschränkt, die Verbrechen zu verfolgen, denen ihre eigenen Staatsangehörigen sowie die Bürger verbündeter Staaten zum Opfer gefallen waren. Deutschen Gerichten war es bis 1951 – zeitweilig erst durch Sondergenehmigung – gestattet worden, nationalsozialistische Verbrechen gegenüber deutschen Staatsbürgern zu ahnden. Als die Alliierten sich zurückzogen, tat sich eine Lücke in der Zuständigkeit auf. Oft fühlten sich die Staatsanwälte auch nicht zuständig, weil Tatorte im Ausland lagen und die gemeinschaftlich handelnden Täter unterschiedliche Wohnsitze angenommen hatten. Nun sollte diese Lücke geschlossen und die bislang kaum ermittelten Verbrechen in den östlichen Gebieten geahndet werden.
Die Zuständigkeit wurde bei ihrer Gründung in Richtlinien zur Verwaltungsvereinbarung der Landesjustizminister festgelegt. Sie sollte sich um „NS-Verbrechen“ kümmern, Kriegsverbrechen aufzuklären gehörte nicht zu ihren Aufgaben. Damit wurden auf dem Verwaltungsweg zwei Verbrechenstatbestände festgelegt, die im Strafgesetzbuch nicht unterschieden wurden. Es sollten Straftaten aufgeklärt werden, die in Konzentrationslagern, Ghettos und in Lagern für Zwangsarbeit von Einsatzkommandos und Einsatzgruppen begangen worden waren. Bei der Neuformulierung der Richtlinien zur Verwaltungsvereinbarung 1965 wurde wiederum ausdrücklich festgelegt, dass die Zentrale Stelle keine Kriegsverbrechen aufzuklären habe. Trotzdem leitete die Zentrale Stelle über 1000 Ermittlungsverfahren gegen Angehörige der Wehrmacht, vor allem des Heeres ein. Kein einziges der Verfahren führte zu einer Anklageerhebung, sie wurden eingestellt. Der ehemalige Leiter der Zentralen Stelle, Oberstaatsanwalt Alfred Streim, urteilte, die strafrechtliche Aufklärung von Verbrechen der Wehrmacht sei „insbesondere aus politischen Gründen unterblieben“. Die Historikerin Annette Weinke sieht in den Begrenzungen der Ludwigsburger Zentralstelle auf Vorermittlungen und ihre Verpflichtung, den Fall danach an die regional zuständige Staatsanwaltschaft abzugeben, einen „kardinalen Geburtsfehler“ der Einrichtung, der die Strafverfolgung und Verurteilung der Täter massiv erschwert habe.

## Personelle Ausstattung
Zur Zeit der größten Arbeitsbelastung zwischen 1967 und 1971, als jeweils gleichzeitig mehr als 600 Vorermittlungsverfahren zu bearbeiten waren, betrug der Personalbestand der 121 Mitarbeiter, davon 49 Staatsanwälte und Richter. 2020 verfügte die Zentrale Stelle neben dem Behördenleiter über sieben Dezernenten und weitere 13 Mitarbeiter.
Ursprünglich war die Zentrale Stelle nur mit zehn Staatsanwälten besetzt, später arbeiteten hier zeitweilig bis zu 121 Beschäftigte, darunter 49 Staatsanwälte und Richter. Die Sollstärke betrug 50 Staatsanwälte und Richter. Ungeachtet seiner SA und NSDAP-Zugehörigkeit wurde Erwin Schüle, „eine schillernde Persönlichkeit“, 1958 der erste Behördenleiter. Er trat zum 1. September 1966 zurück, nachdem seine Mitgliedschaft in der SA und der NSDAP öffentlich bekannt geworden war. Sein Nachfolger Adalbert Rückerl leitete etwa zwanzig Jahre lang die Behörde und wurde 1984 durch Alfred Streim abgelöst, der das Amt bis 1996 leitete, ehe es Willi Dreßen übernahm. Von Herbst 2000 bis zu seinem Eintritt in den Ruhestand Ende September 2015 wurde die Zentrale Stelle von Kurt Schrimm geleitet, der zuvor bei der Staatsanwaltschaft Stuttgart tätig war und Anfang der 1990er Jahre im Verfahren gegen den NS-Kriegsverbrecher Josef Schwammberger vor dem Landgericht Stuttgart die Anklage vertrat. Am 13. Oktober 2015 gab der baden-württembergische Justizminister bekannt, dass Jens Rommel Schrimm im Amt nachfolgt. Jens Rommel wurde aber schon im Februar 2020 zum Bundesrichter ernannt und verließ Ludwigsburg wieder. Sein Nachfolger als Leiter der Behörde wurde nach 17-jähriger Tätigkeit als Ermittler der Zentralen Stelle im Oktober 2020 Oberstaatsanwalt Thomas Will.

## Entwicklung und Ergebnisse
Im Jahr 1958 wurde auf die Initiative von Fritz Bauer, Generalstaatsanwalt in Hessen, ein Konvolut von 100 000 Fahndungsakten nicht ans Bundesarchiv, sondern an die Zentrale Stelle in Ludwigsburg übergeben. Die Vereinten Nationen (UNO) übergaben ebenso eine Fahndungsliste mit 30 000 neuen Tatverdächtigen.
1964 sowie 1966 wurden die Zuständigkeiten der Zentralen Stelle ausgeweitet. Während zuvor der Tatort im Ausland die Zuständigkeit begründete, wurden jetzt auch Vorermittlungen gegen Angehörige der Reichsbehörden, der Polizei und Lagermannschaften der Konzentrationslager auf dem Gebiet der Bundesrepublik eingeleitet. Später wurden auch Verbrechen gegenüber Kriegsgefangenen verfolgt.

### Schwerpunkt der Arbeit in den 1970er Jahren
Die Zentrale Stelle versuchte in den frühen 70er Jahren, der Weitergabe und Durchführung des Kommissarbefehls nachzugehen. Zu diesem Zeitpunkt war jedoch ein Großteil der Verdächtigen bereits verstorben. Weitere Untersuchungspunkte waren verschiedene zentrale Befehle des Oberkommandos der Wehrmacht und des Oberkommandos des Heeres:
- der Nacht- und Nebel-Erlass vom 7. Dezember 1941 (Richtlinien für die Verfolgung von Straftaten gegen das Reich oder die Besatzungsmacht in besetzten Gebieten)
- der Kommandobefehl vom 7./18. Oktober 1942 (Befehl über die Behandlung feindlicher Terror- und Sabotagetrupps)
- der Kugel-Erlass vom 2./4. März 1944 (Anordnung von Maßnahmen gegen wiederergriffene flüchtige kriegsgefangene Offiziere und nicht arbeitende Unteroffiziere mit Ausnahme britischer und amerikanischer Kriegsgefangener)
- der Befehl über Maßnahmen gegen Überläufer und deren Angehörige vom 19. November 1944

Die Bestrafung nationalsozialistischer Verbrechen der NS-Zeit wurde keineswegs von allen Seiten begrüßt und gefördert. Der Ludwigsburger Bürgermeister Anton Saur befand die Einrichtung als rufschädigend für das Ansehen der Stadt. Regierungsvertreter untersagten Mitarbeitern bis zum Jahre 1964, Archive in Osteuropa zu besuchen, vorgeblich, weil dort gefälschtes Material untergeschoben werde. Als 1965 die Verjährung von Mord drohte, und damit die Möglichkeit, dass untergetauchte NS-Verbrecher wieder auftauchen könnten, erhielt die Zentrale Stelle, deren Anträge von der Bundesregierung stets überheblich und anmaßend zurückgewiesen worden waren, die Erlaubnis, auch Archive in Osteuropa zu nutzen. Eine große Gruppe von Ermittlern reiste nach Warschau und unterbrach damit die Verjährung. Der frühere Generalbundesanwalt Max Güde bezeichnete noch 1968 Staatsanwälte, die aus Moskau Material abholten, als „unsere Idioten“.
Durch die Vorermittlungen der Zentralen Stelle kam es in den 1960er und 1970er Jahren zu einer vorher und auch später nicht mehr erreichten hohen Anzahl von Strafprozessen. Die Zentrale Stelle war auch maßgeblich bei den Ermittlungen zum Auschwitz-Prozess 1963–1965 beteiligt. Insgesamt wurden fast 7200 Vorermittlungsverfahren an die Justizorgane der Bundesländer weitergeleitet, bei denen in der Regel mehrere Täter namentlich beschuldigt wurden. Im Herbst 1966 gab es alleine 300 Vorermittlungsverfahren, im September 1967 bereits etwa doppelt so viele.
Die Verjährungsfrist für Tötungsverbrechen wurde 1969 auf 30 Jahre verlängert und 1979 schließlich aufgehoben. 1999 wurde beschlossen, die Ludwigsburger Zentrale Stelle solange weiterzuführen, wie Strafverfolgungsaufgaben anfallen. Im April 2001 waren noch 12 Vorermittlungen nicht abgeschlossen.

### Entwicklung der Behörde ab dem Jahr 2000
Seit dem Jahr 2000 sind die nicht mehr benötigten Unterlagen der Zentralen Stelle durch die Ludwigsburger Außenstelle des Bundesarchivs bibliothekarisch zugänglich. Eine ständige Ausstellung zu den Ermittlern von Ludwigsburg im nahen Schorndorfer Torhaus unterrichtet über die Geschichte und Tätigkeit der Behörde. Die Forschungsstelle Ludwigsburg der Universität Stuttgart betreibt die wissenschaftliche Auswertung.
Im Jahr 2008 übergab die Zentrale Stelle der Münchner Staatsanwaltschaft die Ergebnisse ihrer Vorermittlungen gegen John Demjanjuk, der als Aufseher im Vernichtungslager Sobibor gearbeitet haben soll. Gegen einen weiteren mutmaßlichen NS-Verbrecher, der in den Vereinigten Staaten lebe, werde in Zusammenarbeit mit amerikanischen Behörden noch ermittelt. Ob gegen den KZ-Wächter Josias Kumpf, den die Vereinigten Staaten im März 2009 nach Österreich abgeschoben haben, ermittelt wird, war lange offen, ehe dieser im Oktober 2009 in Wien starb.
Insgesamt wurden in der alten Bundesrepublik gegen 106.496 Personen Vorermittlungs- und Ermittlungsverfahren geführt, davon wurden 6.495 Angeklagte rechtskräftig wegen NS-Verbrechen verurteilt.
Die Ludwigsburger Zentrale Stelle hat trotz vieler Hemmnisse insgesamt etwa 45 % aller ab 1945 gezählten Vorermittlungen bearbeitet und somit eine beträchtliche Anzahl von Verfahren ausgelöst. In vielen Fällen kam es zu milden Urteilen oder Freisprüchen. Dies wurde von Teilen der Öffentlichkeit mit Unverständnis zur Kenntnis genommen.
Am 6. April 2013 wurde bekannt, dass die Zentrale Stelle in den Wochen nach diesem Datum Vorermittlungen gegen 50 frühere Aufseher des Vernichtungslagers Auschwitz-Birkenau einleiten würde. Der Vorwurf lautete auf Beihilfe zum Mord.
Der frühere Leiter der Zentralen Stelle Kurt Schrimm hält es seit dem Urteil gegen John Demjanjuk (er war Wachmann im Lager Vernichtungslager Sobibor) für aussichtsreich, auch gegen KZ-Aufseher Prozesse zu führen. Demjanjuk war 2011 in München wegen Beihilfe zum Mord in 20.000 Fällen zu fünf Jahren Haft verurteilt worden. Das Urteil gegen Demjanjuk wurde nicht rechtskräftig, da sowohl Staatsanwaltschaft als auch Verteidigung Revision gegen dieses Urteil eingelegt hatten. Zu einer Revisionsverhandlung des Bundesgerichtshofs kam es bis zu Demjanjuks Tod jedoch nicht mehr.
Am 19. Februar 2014 kam es zu Durchsuchungen der Wohnungen bzw. Häuser von 30 ehemaligen SS-Angehörigen aus dem KZ Auschwitz durch Angehörige verschiedener Landeskriminalämter. Dies geschah aufgrund von Ermittlungen der Zentralen Stelle. Dabei handelte es sich um 24 Männer und sechs Frauen, welche in untersten Diensträngen, vom SS-Sturmmann bis SS-Rottenführer, im KZ Auschwitz als Wachpersonal, Buchhalter, Sanitäter und Fernschreiberin dienten. Diese ehemaligen Angehörigen der KZ-Mannschaft im Alter von 88 bis 99 Jahren waren von der ZSt identifiziert worden. Drei dieser Personen wurden vorübergehend festgenommen. Im August 2014 liefen nur noch gegen acht Personen dieses Kreises ernsthafte Ermittlungsverfahren. Die anderen Verfahren wurden eingestellt da die Verdächtigen starben bzw. verhandlungsunfähig waren. In einem Fall stellte sich heraus, dass der Verdächtige nicht zur KZ-Mannschaft gehörte. Ein anderer war bereits in Polen verurteilt worden. Von 6.500 SS-Leuten, welche in Auschwitz arbeiteten, wurden in der Bundesrepublik nur 29 und in der DDR nur 20 verurteilt. Dieses Nichthandeln der deutschen Justiz wird inzwischen von Beobachtern als zweite Schuld Deutschlands bezeichnet. Über die Gründe des Scheiterns der juristischen Aufarbeitung schreibt der Spiegel u. a. „Der Massenmord von Auschwitz war vielen Deutschen vor 1945 egal – danach auch.“ Es hätten sich schlicht keine Juristen gefunden, welche die Täter überführen und bestrafen wollten.
Am 20. Februar 2021 wurde bekannt, die Zentrale Stelle zur Aufklärung von NS-Verbrechen in Ludwigsburg ermittle derzeit gegen sieben ehemalige Wehrmachtssoldaten wegen möglicher Beihilfe zum Mord an sowjetischen Kriegsgefangenen. Die Soldaten sollen demnach Kriegsgefangenenlager bewacht haben, in denen Angehörige der Roten Armee massenhaft zu Tode gekommen sind.
Im Frühjahr 2022 äußerte Behördenleiter Thomas Will, dass sich die Zentrale Stelle „tatsächlich den mutmaßlich letzten Verfahren nähern“ würde. Für die Zeit danach werde gegenwärtig, so die baden-württembergische Justizministerin Marion Gentges gegenüber der Tageszeitung Badische Neueste Nachrichten (BNN), an einem Konzept für eine Weiterentwicklung zu einem „Zentrum für Dokumentation, Forschung, Information, Erinnerung und Begegnung“ gearbeitet, wie es auch als Ziel im Koalitionsvertrag von Grünen und CDU vereinbart sei.

## Kritik
Der Experte für NS-Verbrechen Christiaan F. Rüter kritisierte teilweise die Arbeit der Zentralen Stelle. Diese habe zwar bisweilen auch gute Arbeit geleistet, sei aber ursprünglich gegründet worden „um die Masse der Beihilfe-Leute unverfolgt davonkommen zu lassen“. Nur, um zu ihrem 50-jährigen Bestehen besser da zu stehen, strenge man einen Prozess gegen John Demjanjuk an. Ihm sei „völlig schleierhaft, wie irgend jemand, der die deutsche Rechtsprechung bis jetzt kennt, meinen kann, dass man … Demjanjuk bei dieser Beweislage verurteilen kann.“
Der damalige Leiter der Zentralen Stelle, Kurt Schrimm, räumte gegenüber der Kritik Rüters ein, dass „objektiv nicht alles getan wurde, um die Nazi-Zeit juristisch aufzuarbeiten“ und anfangs auch Fehler gemacht worden seien. Den Vorwurf „um Schlagzeilen willen zu arbeiten und deswegen einen kleinen Mann zu opfern“, wies er dagegen energisch zurück.
Schon 1959 hatte das Landgericht Bielefeld in einem Urteil gegen einen SS-Mann festgestellt, dass die Zentrale Stelle im Schriftverkehr mit dem Gericht „zum Ausdruck gebracht (habe), dass seitens der Strafverfolgungsbehörden nicht beabsichtigt werde, ein Ermittlungsverfahren gegen alle an der Begehung derartiger Verbrechen beteiligten Personen“ einzuleiten. Untergeordnete Befehlsempfänger wie etwa Angehörige von Erschießungs- oder Absperrkommandos sollten im „Allgemeinen nicht unter Anklage gestellt werden“. Der damalige Leiter der Behörde, Alfred Streim, bestätigte dieses Vorgehen 1966. Es habe zwar keinen Befehlsnotstand gegeben; doch habe man den niederen Dienstgraden einen „angenommenen Befehlsnotstand“ zugebilligt, weil diese „aufgrund ihres Bildungsgrades und ihrer niederen Rangstellung subjektiv geglaubt hätten, sich im Befehlsnotstand zu befinden“.
Rüter erneuerte seine Kritik 2013. Mehr als 50 Jahre nach ihrer Gründung verfalle die Zentrale Stelle in „Aktionismus“, nachdem jahrzehntelang gegen niedere NS-Schergen kaum ermittelt worden sei und mache sich damit unglaubwürdig. Der Rechtswissenschaftler Cornelius Nestler nannte die Ursache für dieses Vorgehen „juristische Blindheit“. Die seit 2004 erfolgten zahlreichen Reisen von Mitarbeitern der Zentralen Stelle nach Südamerika, insbesondere 20 First-Class-Reisen von Kurt Schrimm sind nach Rüters Ansicht sinnlos: Jedem Laien sei klar, dass „die dort untergetauchten mutmaßlichen Täter schon seit Jahren tot sind“. Auch der ecuadorianische Historiker Francisco Núñez del Arco Proaño, der den Tod des letzten mutmaßlichen NS-Täters in Ecuador auf 2008 datierte, hielt die Reisen für eine Verschwendung von Geldern. Keine dieser Reisen, die Schrimm nur als Archivbesucher durchgeführt habe, ohne ein Rechtshilfeersuchen zu stellen, führte zu einem Ermittlungsverfahren. 2016 bezeichnete der Historiker Klaus Bästlein die Aktivitäten der Zentralen Stelle für die Strafverfolgung von John Demjanjuk und Oskar Gröning als „Inszenierung“ bzw. „aus dem Ruder laufende Ludwigsburger Aktivitäten“, die vom eigentlichen Tatbestand, dass von 6500 SS-Schergen nicht einmal 50 von deutschen Gerichten belangt wurden, nun durch eine ohne konkreten Tatnachweis getroffene, „symbolische Verurteilung“ einzelner Greise, die damals am untersten Ende der SS-Hierarchie standen, ablenken würden.

## Filme, Filmbeiträge
- Christoph Weber: Akte D (1/3). Das Versagen der Nachkriegsjustiz. 16. November 2016, archiviert vom Original (nicht mehr online verfügbar) am 16. November 2016; abgerufen am 13. Januar 2019 (Dokumentation, 2014, 45 Min; Mitwirkung von Norbert Frei; in dem Film wird u. a. Mitarbeitern der Zentralstelle eine teilweise mangelhafte Suche nach ehemaligen Tatverdächtigen, am Beispiel von Friedrich Engel, vorgeworfen).)